# ترجیحات محدب
در علم اقتصاد، ترجیحات محدب معمولاً عبارت است از شیوهٔ مرتب کردن میزان ترجیح مقادیر مصرف کالاهای مختلف، با این ویژگی که، به‌طور کلی، «میانگین بهتر از افراط است». این مفهوم تقریباً با مفهوم مطلوبیت نهایی نزولی بدون نیاز به توابع مطلوبیت نزدیکی دارد.